# Ван Хекке, Яннес
Яннес ван Хекке (нидерл. Jannes Van Hecke; родился 15 января 2002) — бельгийский футболист, полузащитник клуба «Мехелен».

## Клубная карьера
Выступал за молодёжные команды «Брюгге» и «Зюлте-Варегем». 14 мая 2019 года дебютировал в основном составе «Зюлте Варегем», выйдя на замену в матче против «Васланд-Беверен». 8 ноября 2019 года впервые вышел в стартовом составе «Зюлте Варегем» в матче высшего дивизиона чемпионата Бельгии против «Андерлехта».

## Карьера в сборной
Выступал за сборные Бельгии до 17 и до 18 лет.